# Dětanský chlum
Dětanský chlum je přírodní rezervace na náhorní plošině v katastrálním území obce Nepomyšl, asi šest kilometrů západně od města Podbořany v okrese Louny v Ústeckém kraji. Dětaňský chlum je charakteristický vrch na východním okraji Doupovských hor. Nadmořská výška rezervace se pohybuje v rozmezí 520–540 metrů.
Přírodní rezervace byla vyhlášena roku 1967 jako vůbec první chráněné území na ochranu biotopů v Doupovských horách. Její rozloha je 35,6 ha. Předmětem ochrany jsou zde teplomilné doubravy s enklávami stepních trávníků na mělkých hlinito-kamenitých podkladech vulkanického původu. Nachází se zde velmi bohatá fauna a flora.

## Historie
Přírodní rezervace byla vyhlášení dne 18. listopadu 1967.
Velkou část rezervace tvoří rozvolněná vegetace vzniklá nejspíše jako důsledek výmladkového hospodaření. Tento typ hospodaření je typický svou krátkou obmýtní dobou a sloužil k jednoduchému získávání palivového dřeva. Důkazem je především specificky tvar místních dubů, které jsou značně pokroucené. Dalším důkazem je velké množství polykormonů, které se v této rezervaci nachází.
V rezervaci lze nalézt těchto dubů více a tudíž bylo pařezení v historii rezervace pravděpodobně faktorem, který dal vzniku takto cennému biotopu.

## Přírodní poměry

### Geologie
Doupovské hory jsou geomorfologický celek neovulkanického původu. Geologické podloží přírodní rezervace tvoří horniny čedičového typu. Na nich se vyvinuly úrodné hlinité půdy se zásaditějším pH, které jsou bohaté např. na fosfor. Nevýhodou těchto půd je tmavý odstín pohlcující velké množství slunečního záření, což způsobuje jejich rychlé vysychání v letních měsících.

### Klima
Klima je zde charakterizováno průměrnou roční teplotou, která dosahuje hodnot mezi sedmi a osmi stupni Celsia. Oblast se řadí k nejsušším oblastem v České republice s průměrným úhrnem srážek okolo 455 milimetrů. Lokalita se nachází ve srážkovém stínu Krušných hor.  

### Flóra
Největší část přírodní rezervace Dětanský chlum tvoří teplomilné doubravy s bohatým keřovým a bylinným podrostem, které pozvolna přecházejí do otevřených stepních trávníků. Stromové patro tvoří především dub zimní (Quercus petraea), ojediněle i dub žlutavý (Quercus dalechampii).
Lokalita rezervace je reprezentována převážně teplomilnou květenou. Na jaře se zde můžeme  naleznout např. jaterník podléšku (Hepatica nobilis), sasanku hajní (Anemone nemorosa), či jiné běžné hájové druhy rostlin. Ze vzácnějších druhů zde můžeme spatřit lilii zlatohlavou (Lilium martagon), mochnu bílou (Potentilla alba), či plicník úzkolistý (Pulmonaria angustifolia).
S nadcházejícím létem nalezneme na teplomilných doubravách bukvici lékařskou (Betonica officinalis), srpici barvířskou (Serratula tinctoria), svízel severní (Gallium boreale) a hvozdík lesní (Dianthus sylvaticus). Na podzim zde narážíme na ocún jesenní (Colchicum autumnale), který je typický pro porost na těžkých půdách.

### Houby
Teplomilné doubravy jsou zajímavou mykologickou oblastí. Časně z jara zde můžeme naleznout kačenku českou (Verpa bohemica), stročka trubkovitého (Craterellus cornucopioides) nebo vzácnější z druhů hřibů  - hřib plavý (Hemileccinum impolitum) či hřib medotrpký (Boletus radicans). Na starém dubovém dřevě lze nalézt pstřeň dubový (Fistulina hepatica), vzácněji pak hlívu dubovou (Pleurotus dryinus).

### Fauna
V rezervaci žije mnoho lesních teplomilných druhů živočichů. Zajímavostí z historie jsou různé druhy ulovené zvěře, které jsou již v regionu vyhynulé. Jedná se např. o tetřeva hlušce (Tetrao urogallus), orla královského (Aquila heliaca) a také kočku divokou (Felis silvestris). Výskyt kočky divoké v Doupovských horách byl na konci května 2019 díky fotopasti Vojenských lesů opět potvrzen.
Nejvyšší populaci ze všech zástupců parohaté zvěře má v této oblasti srnec obecný (Capreolus capreolus).  Výskyt černé zvěře především prasat divokých (Sus scrofa) lokalitě dokládají četné bahniště ve stinném porostu na okraji rezervace. V současné době se zde vyskytuje především vysoká zvěř jako např. jeleni evropští (Cervus elaphus) a jelen sika (C. nippon), kteří poškozují vegetaci okusem. Specifickým herbivorem v okolí Dětaně je daněk skvrnitý (Dama dama).
V oblasti se vyskytuje silná populace zmije obecné (Vipera berus), byl zde zjištěn také výskyt ještěrky obecné (Lacerta agilis), ještěrky živorodé (Zootoca vivipara) či slepýše křehkého (Angius fragilis). Skupinu plazů však svou diverzitou výrazně překonává místní diverzita ptactva.
Ideální podmínky pro život v rezervaci mají především ptáci, kteří jsou svým způsobem života vázáni na dutiny starých stromů, např. pěvci. Z dalších druhů ptáků zde nalezneme dudka chocholatého (Upupa epops), čápa černého (Ciconia nigra), výra velkého (Bubo bubo) či holuba doupňáka (Columba oenas). Byl zde potvrzený výskyt také káněte lesního (Buteo buteo), datla černého (Dryocopus martius), krkavce velkého (Corvus corax) a žluvy hajní (Oriolus oriolus).
Fauna bezobratlých je reprezentována především teplomilnými druhy. Běžně se zde vyskytují zástupci z čeledí tesaříkovitých, střevlíkovitých a nosatcovýtích. Bukové listí slouží jako potrava pro housenky nočního motýla martináče bukového (Aglia tau). Byl zde zaznamenán výskyt vzácného brouka zdobence zelenavého (Gnorimus nobilis), jehož larvy žijí v dutinách ztrouchnivělých stromů.

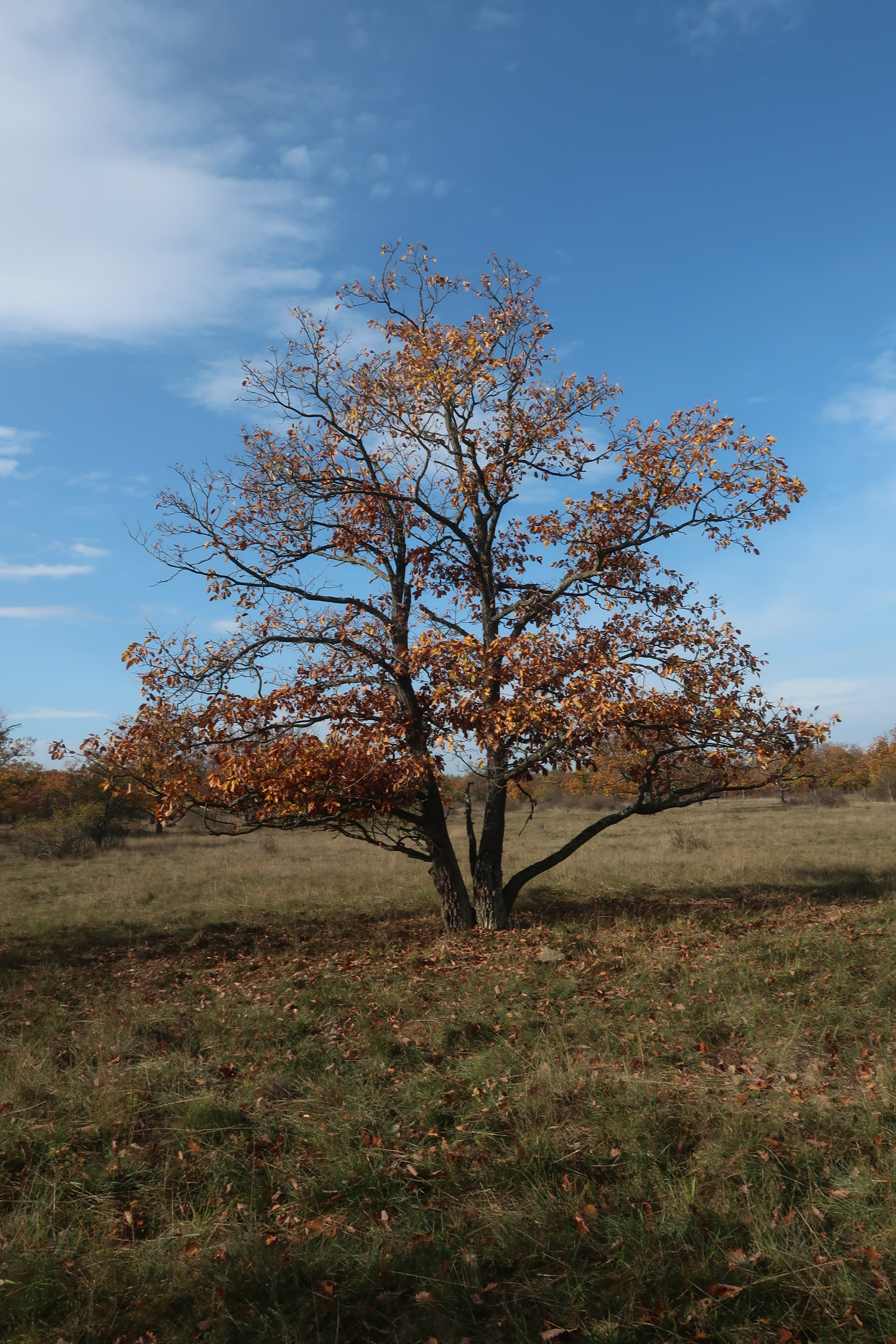
Dub zimní

## Ochrana
Dětanský chlum je součástí evropsky významné lokality Doupovské hory a ptačí oblasti Doupovské hory. Předmětem ochrany evropsky významné lokality je stanoviště eurosibiřských stepních doubrav. Prioritním cílem ochrany je uchování všech složek xerotermních biotopů – lesních i nelesních. Vyskytují se zde také nízké xeroformní křoviny, které také patří mezi prioritní stanoviště, ale bohužel nejsou předmětem ochrany.
Kvůli nízkým srážkám a vysokým letním teplotám dochází k oslabení stromů. Jedinci jsou následně náchylnější k parazitům a chorobám, což může vést až k jejich celkovému úhynu. 
Negativním důsledkem absence tradičního způsobu hospodaření na tomto území je zapojování stromového a keřového patra, což vede k zastínění a tím mizí světlomilné druhy bylin. Tento negativní fakt se snažil zachránit plán péče, který byl platný v letech 2008 až 2017. Součástí plánu péče bylo odstranění expanzních dřevin, především z keřového patra, kosení travního porostu ve stepních částech, kde je hlavním problémem expanze třtiny krovištní (C. epigeios.). Seč třtiny krovištní měla probíhat každý rok a v případě kosení jiných keřů každé dva roky.  Bohužel po skončení plánu péče v roce 2017 zatím nebyl zpracován nový plán péče. 
Cenné biotopy jsou ohroženy především eutrofizací a acidifikací vlivem lesního hospodaření s jehličnany.

## Galerie

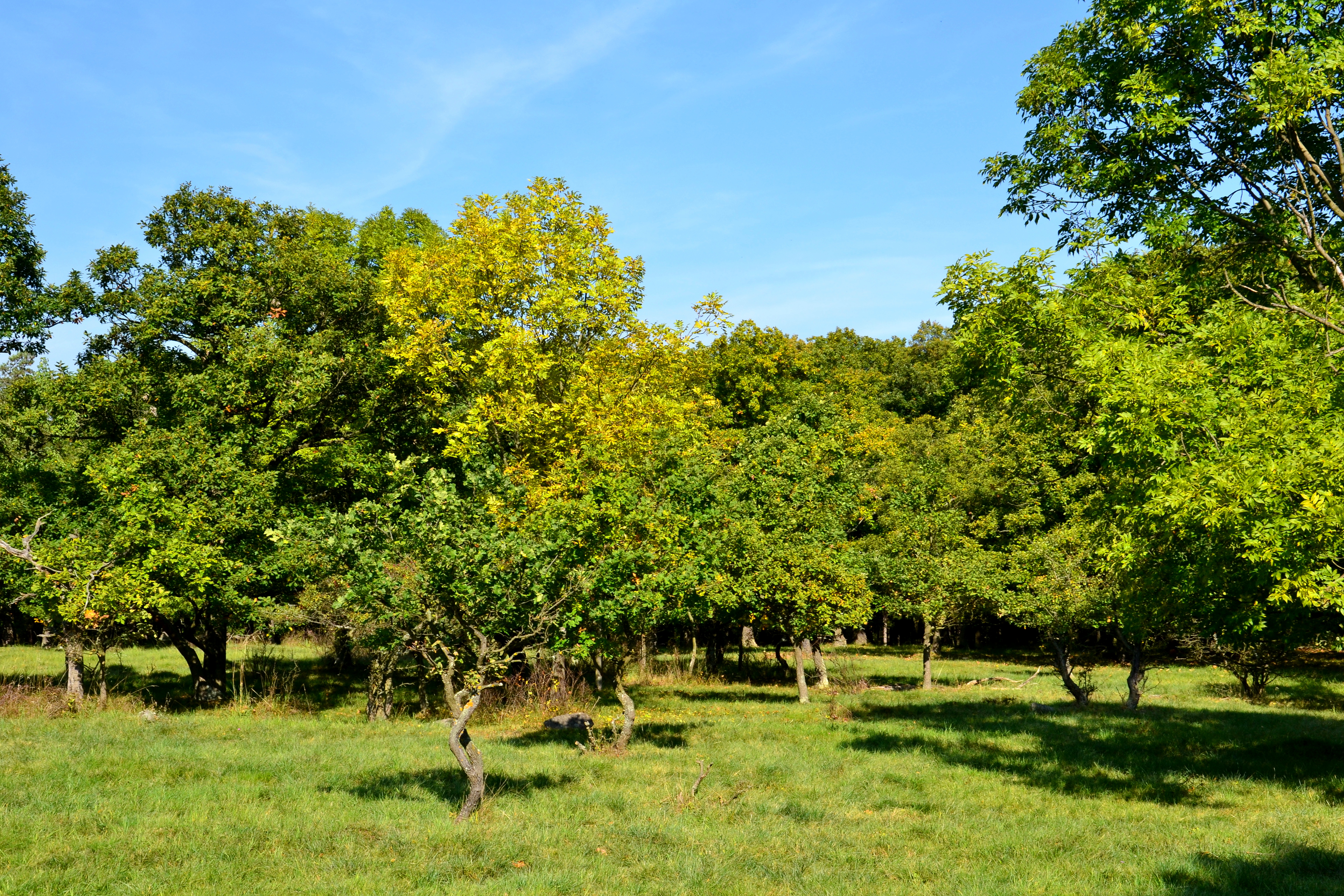
Dětanský chlum
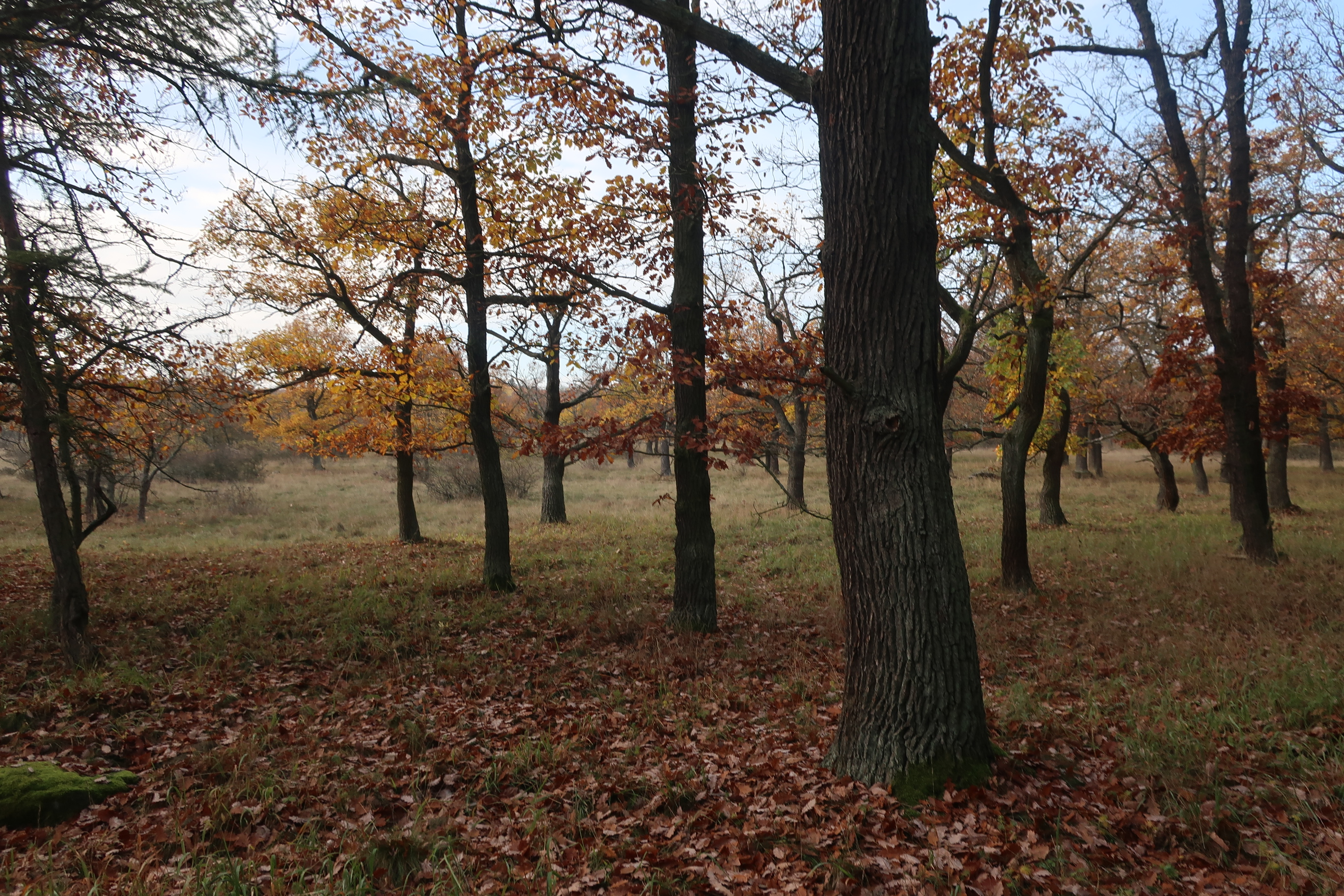
Dětanský chlum na podzim
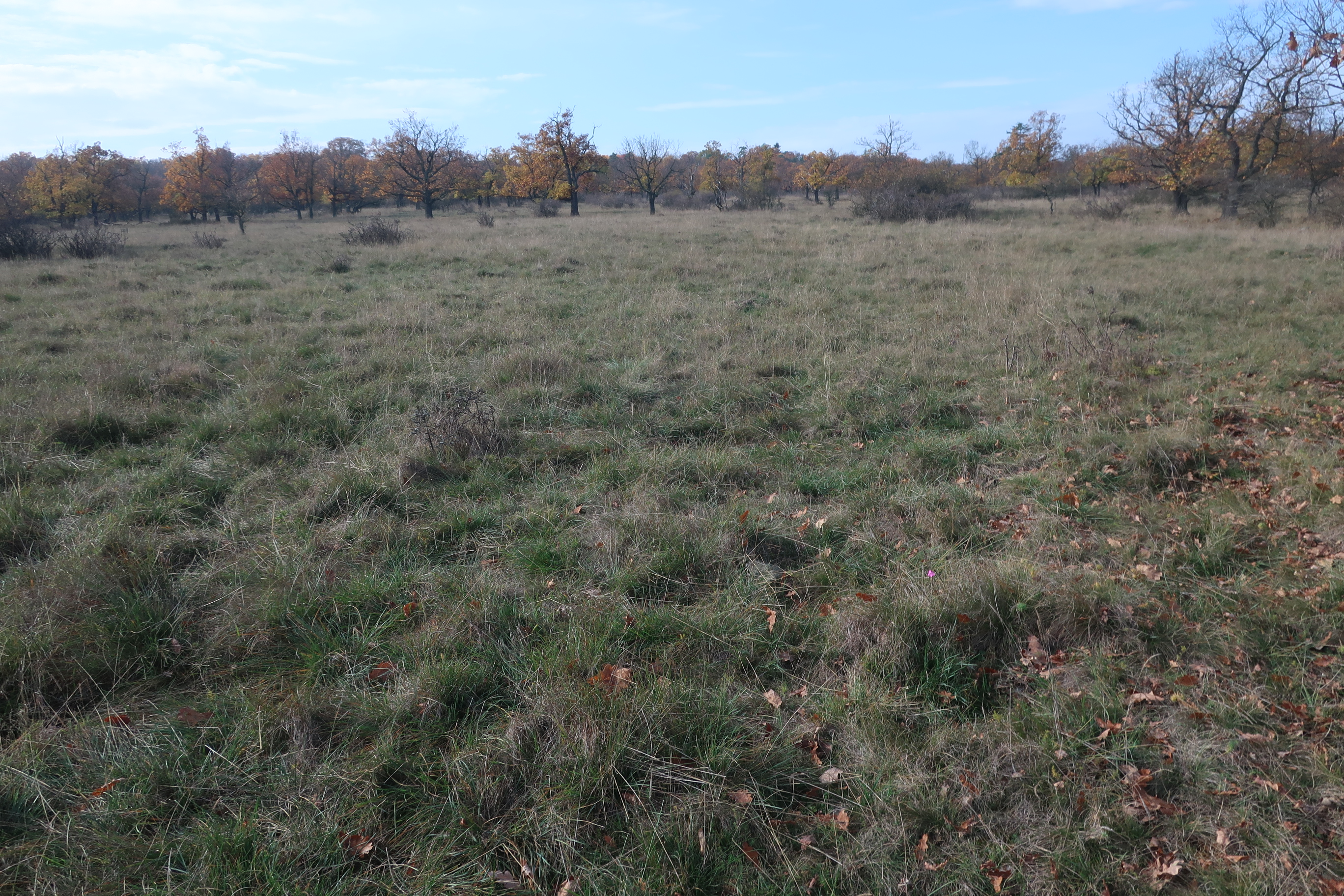
Otevřené stepní trávníky
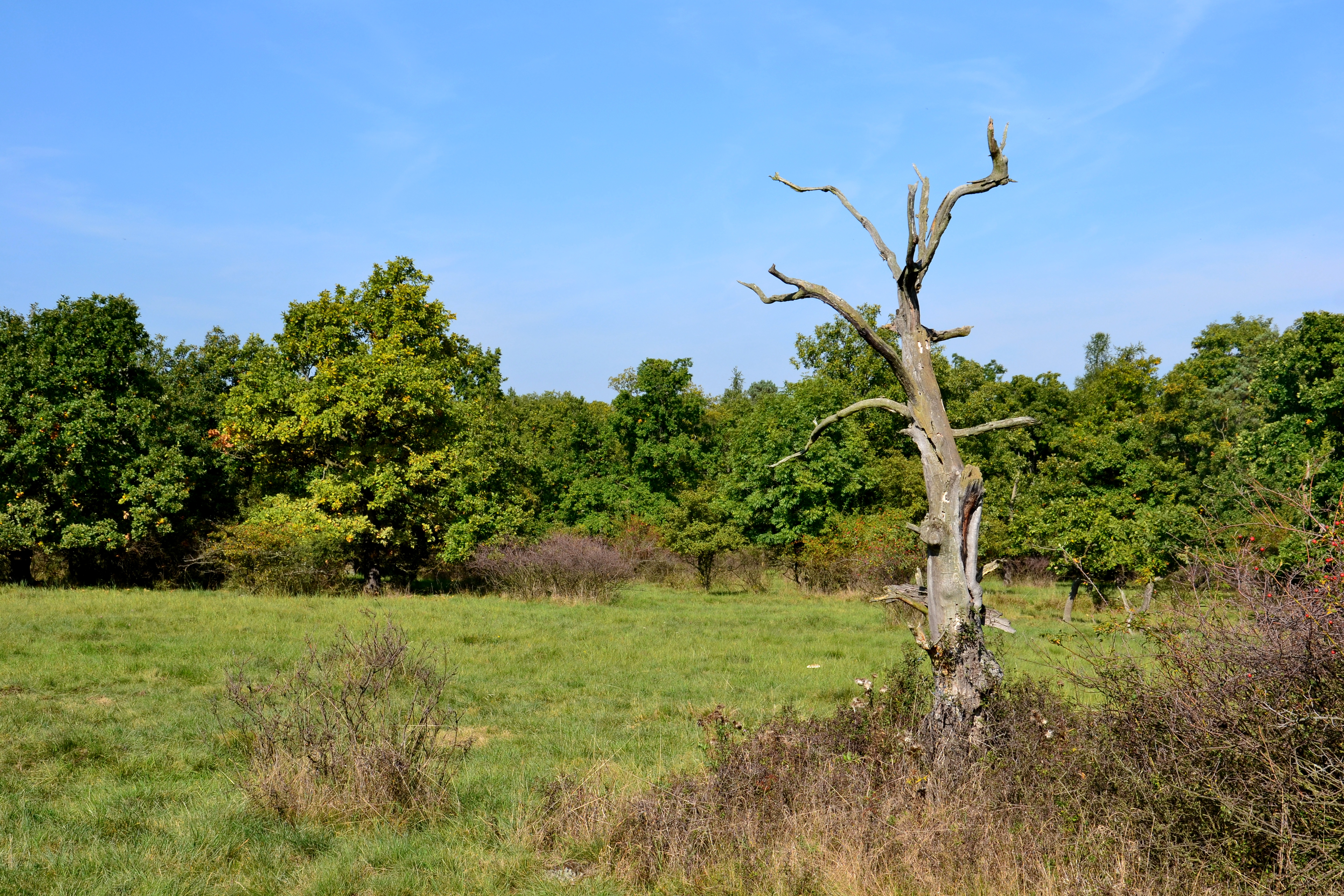
Mrtvý strom
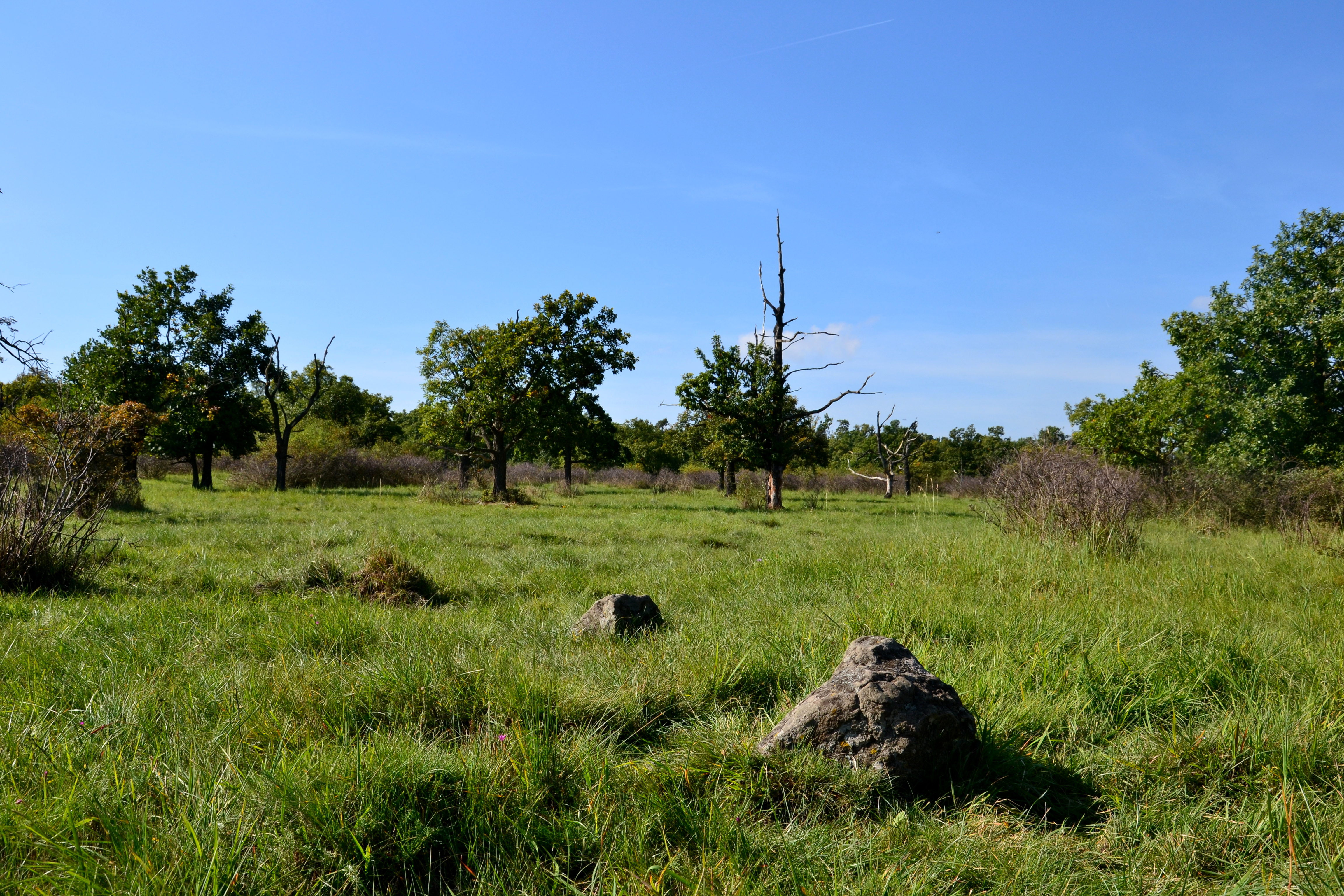
Čedičové balvany
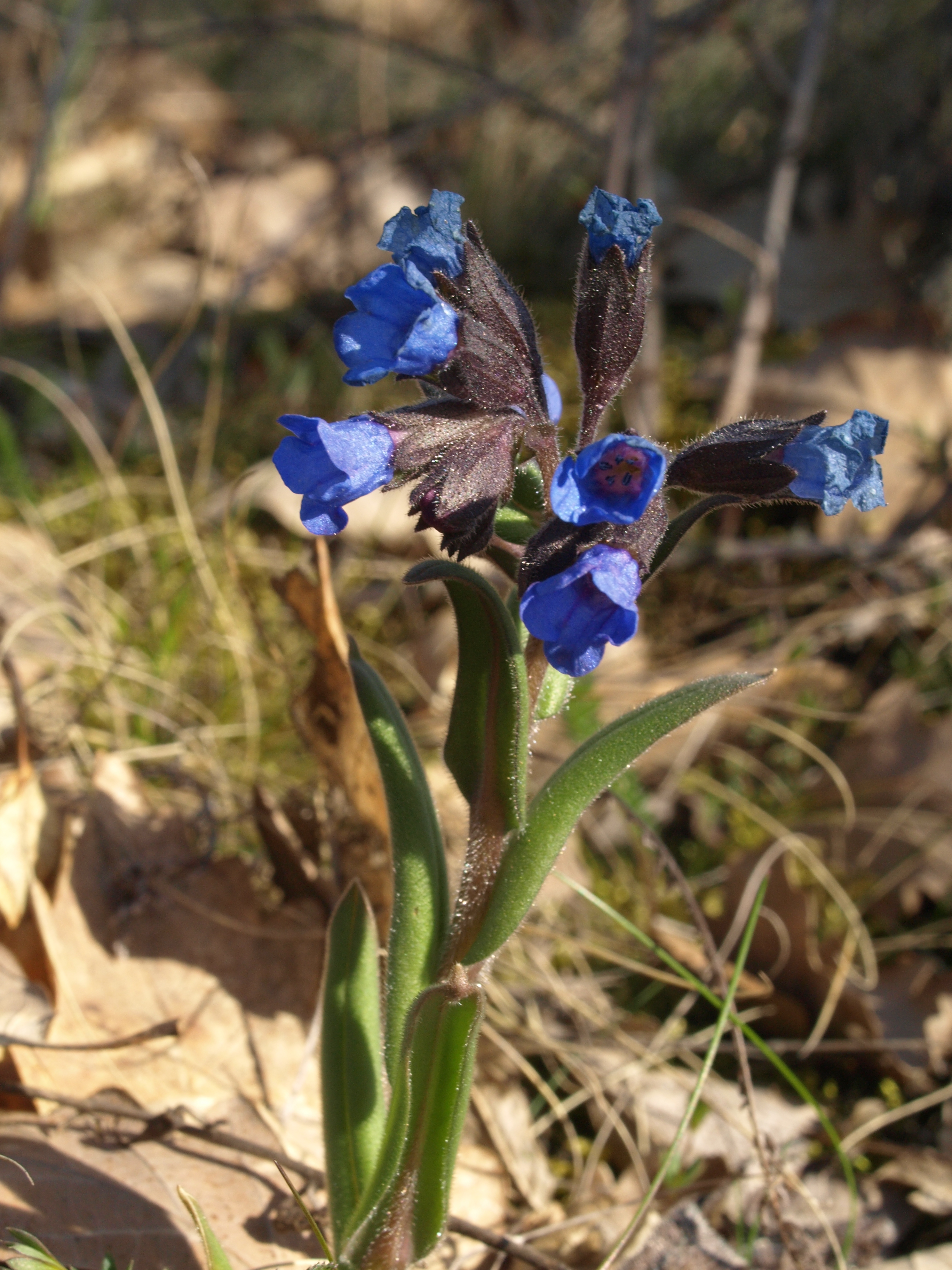
Plicník úzkolistý
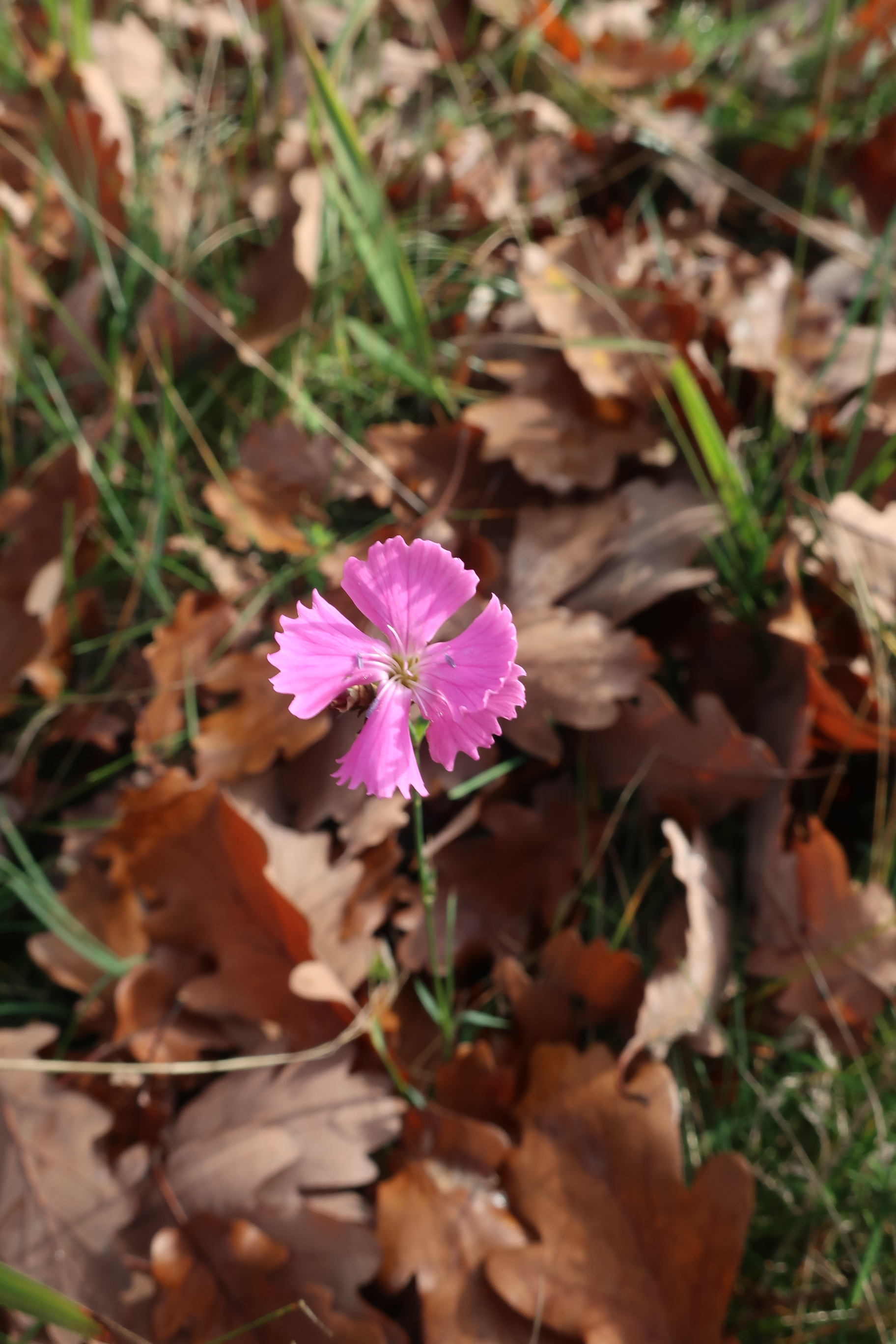
Hvozdík lesní
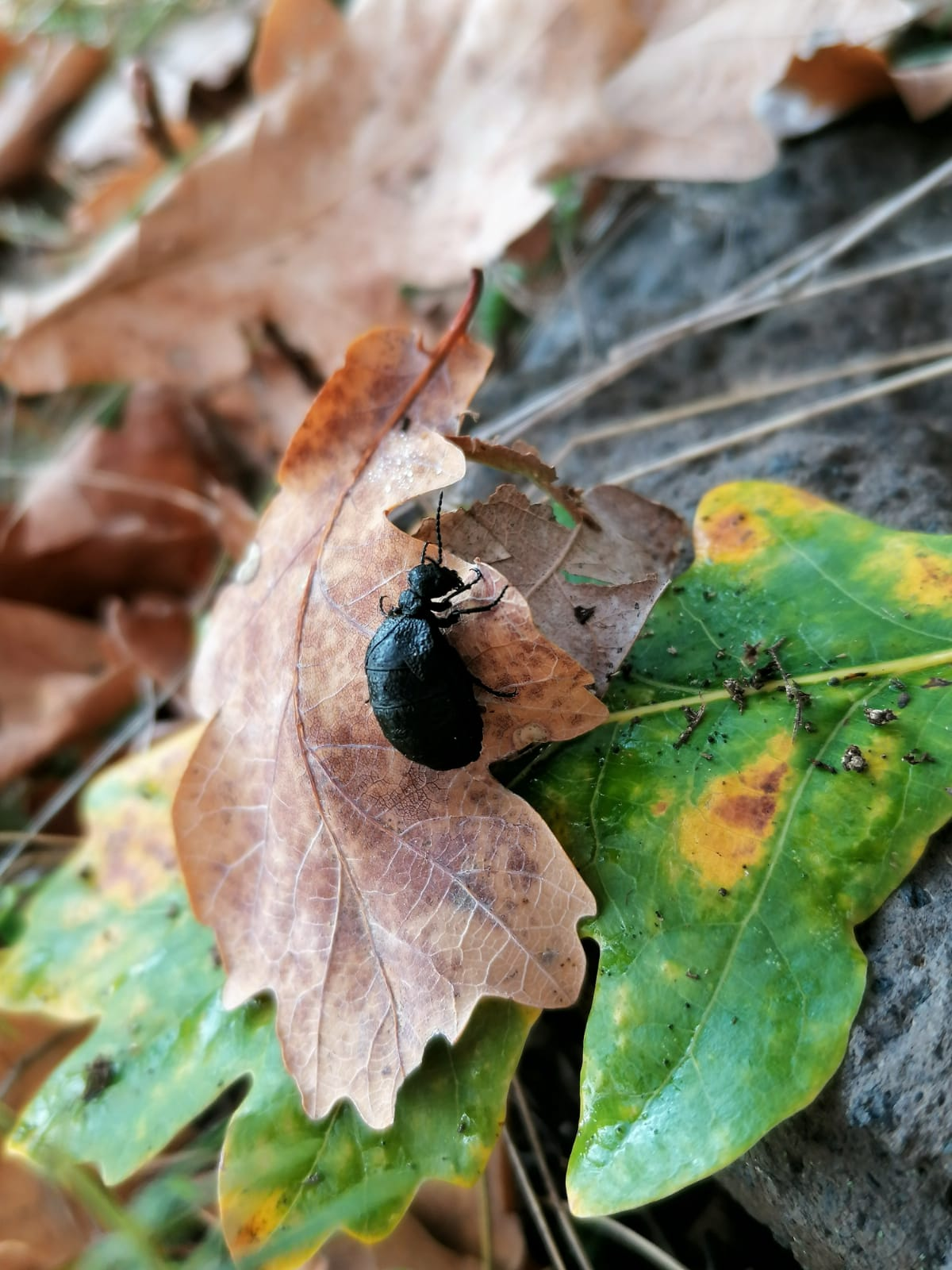
Majka fialová